# Thị phần người dùng của các trình duyệt web
Thị phần người dùng của các trình duyệt web là số phần trăm số người sử dụng một trình duyệt web đặc thù nào đó để duyệt một hoặc một nhóm các website. Ví dụ, khi nói Internet Explorer chiếm 80% thị phần người dùng, có nghĩa là các phiên bản của Internet Explorer được 80% số người dùng để truy cập vào một tập hợp các website cho trước.
Thông thường, xâu chỉ điểm người dùng (user agent) được dùng để xác định trình duyệt nào đang được người dùng sử dụng.

## Độ chính xác cao
Đo đạc việc sử dụng trình duyệt dựa trên số truy vấn vào site (page hits) bằng cách dùng chỉ điểm người dùng có thể dẫn đến thiếu chính xác.

### Đánh giá cao
Không phải mọi truy vấn đều là của người dùng, bởi một chỉ điểm người dùng (user agent) có thể tạo ra các truy vấn tại các khoảng thời gian đều đặn mà không cần người dùng nhập vào. Trong trường hợp này, chỉ điểm người dùng đó sẽ đánh giá việc sử dụng quá cao. Ví dụ như:
- Một trình duyệt nạp đi nạp lại trang web trong một khoảng thời gian đều đặn.
- Trong khi hầu hết các trình duyệt phát sinh các truy vấn (page hit) phụ khi người dùng truy cập lại thông qua lịch sử trang, một số trình duyệt (như Opera) tái sử dụng nội dung đã được lưu trong bộ nhớ đệm (cache) mà không gửi lại truy vấn đến máy chủ (server).[2][3]
- Thông thường, một trình duyệt càng thực thi chính xác các đặc tả lưu trữ của HTTP, thì sẽ càng có sự đánh giá sai lệch liên quan đến các trình duyệt thực thi những đặc tả này không tốt.[3]
- Một người đọc các thông tin cấp liệu truy vấn cấp liệu RSS hay Atom đều đặn trong một khoảng thời gian.
- Các tệp tin phụ như CSS và JavaScript thường được gửi cho trình duyệt Internet Explorer.
- Các trình duyệt nền tảng Gecko (như Firefox) có thể tìm tải trước (link prefetching) các liên kết của trang web, khi số hit âm thầm tăng lên. Tìm tải trước liên kết trong các trình duyệt nền tảng Gecko được sử dụng ở các trang chú trọng đánh dấu, trong đó có các kết quả tìm kiếm của Google.[4]
- Một người dùng viếng thăm lại một site sau khi vừa thay đổi hoặc nâng cấp trình duyệt có thể được đếm gấp đôi nếu dùng một số phương pháp; toàn bộ các thông số tại thời điểm một phiên bản mới được phát hành có thể bị bóp méo.[5]
- Một số sản phẩm diệt virus (anti-virus) nào đó làm giả chỉ điểm người dùng của chúng để giống như các trình duyệt phổ biến. Việc này là để lừa các site nguy hiểm có thể hiển thị nội dung sạch đối với bộ quét (scanner), chứ không phải với trình duyệt. Trang thông tin The Register đã từng thông báo vào tháng 6 năm 2008 rằng băng thông từ AVG Linkscanner, sử dụng một IE6 user-agent, bỏ xa các cú click liên kết của con người với tỉ lệ gần bằng 10 trên 1.[6]
- Nhiều loại phần mềm, như Web validators hay crawlers, tìm tải các trang web, và các xâu chỉ điểm người dùng giả tạo để trông giống việc truyền tải thông thường.

### Đánh giá thấp
Cũng có thể có sự đánh giá thấp thị phần người dùng bằng cách sử dụng thông số truy vấn, lấy ví dụ:
- Một trình duyệt đồ họa thông thường để lại nhiều hit hơn một trình duyệt văn bản, do nó tải về các tập tin mà các tài liệu HTML tham chiếu đến (vd, ảnh, CSS, và mã JavaScript).
- Nhiều trình duyệt và các trình quản lý download giả tạo một xâu chỉ điểm người dùng (user agent string) khác đối với máy chủ web để ngăn việc nhận dạng trình duyệt không tương thích hoặc độc hại dẫn đến nhận được các mã hỏng hoặc không tương thích, hoặc hoàn toàn không thể truy cập được website đó, do đó làm tăng các thống kê cho các trình duyệt khác (ví dụ, trước khi phiên bản 9 ra đời, trình duyệt web Opera được "nhận dạng như Internet Explorer" trong thiết lập mặc định cho người dùng; người dùng trình duyệt Firefox cũng có thể sử dụng ứng dụng mở rộng (extension) IE tab để truy cập các trang web tương thích với trình duyệt Internet Explorer).
- Các trình duyệt nền tảng text (văn bản) và audio (âm thanh số) không tải về bất kỳ lỗi web (webbug) nào.
- Các trình duyệt nền tảng Gecko từ phiên bản Firefox 1.5 và Opera sử dụng lưu trữ đệm nhanh DOM (Document Object Model - Mô hình đối tượng tài liệu). Trong đó JavaScript chỉ được thực thi trong quá trình tải trang từ mạng hoặc bộ nhớ đệm đĩa, chứ không thực thi khi tải từ bộ nhớ đệm DOM. Điều này có thể làm giảm các thống kê trình duyệt dựa vào truy vết JavaScript.[7]
- Một số ứng dụng mở rộng cho trình duyệt (extension) và các chương trình bảo mật (như extension khá thông dụng NoScript trên Firefox) chặn các mã javascript, flash, các applet và một số biểu mẫu HTML (HTML bị chặn bởi ClearClick) nếu site không nằm trong danh mục trắng (white list). Điều này có thể tác động đến các thống kê dừa vào truy vết JavaScript.
- Nhiều trình duyệt truy cập một site thông qua một proxy có khuynh hướng được đếm như chỉ một truy cập, nếu proxy đó lưu lại kết quả; điển hình, điều này rất hay gặp đối với các trình duyệt trên điện thoại di động truy cập web thông qua proxy (rất nhiều trong số đó vi phạm các đặc tả của HTTP cho các proxy; kể cả nếu một webbug được thiết kế để làm viêc bất chấp truy vấn qua proxy, các proxy chạy bởi các trình điều khiển trên điện thoại di động vẫn có thể sai lệch).

## Từ 1999 đến nay

### Thống kê của Net Applications
| Thời kỳ | Internet Explorer | Netscape | Mozilla | Firefox | Opera | Safari | Chrome | Nguồn   |
| ------- | ----------------- | -------- | ------- | ------- | ----- | ------ | ------ | ------- |
| 2009 Q2 | 65.85%            | 0.56%    | 0.09%   | 22.39%  | 0.70% | 8.46%  | 1.74%  | 2009 Q2 |
| 2009 Q1 | 67.26%            | 0.64%    | 0.08%   | 21.78%  | 0.70% | 8.18%  | 1.17%  | 2009 Q1 |
| 2008 Q4 | 69.80%            | 0.52%    | 0.08%   | 20.66%  | 0.72% | 7.18%  | 0.87%  | 2008 Q4 |
| 2008 Q3 | 72.22%            | 0.68%    | 0.09%   | 19.48%  | 0.71% | 6.39%  | 0.26%  | 2008 Q3 |
| 2008 Q2 | 73.81%            | 0.62%    | 0.11%   | 18.43%  | 0.71% | 6.14%  |        | 2008 Q2 |
| 2008 Q1 | 75.06%            | 0.62%    | 0.33%   | 17.35%  | 0.67% | 5.78%  |        | 2008 Q1 |
| 2007 Q4 | 77.37%            | 0.64%    | 0.09%   | 15.84%  | 0.62% | 5.24%  |        | 2007 Q4 |
| 2007 Q3 | 78.85%            | 0.76%    | 0.11%   | 14.69%  | 0.51% | 4.80%  |        | 2007 Q3 |
| 2007 Q2 | 78.76%            | 0.83%    | 0.15%   | 14.92%  | 0.46% | 4.66%  |        | 2007 Q2 |
| 2007 Q1 | 79.38%            | 0.77%    | 0.19%   | 14.35%  | 0.50% | 4.70%  |        | 2007 Q1 |
| 2006 Q4 | 80.69%            | 0.86%    | 0.23%   | 13.50%  | 0.56% | 4.06%  |        | 2006 Q4 |
| 2006 Q3 | 82.88%            | 0.88%    | 0.26%   | 11.89%  | 0.62% | 3.30%  |        | 2006 Q3 |
| 2006 Q2 | 84.03%            | 0.98%    | 0.32%   | 10.67%  | 0.57% | 3.25%  |        | 2006 Q2 |
| 2006 Q1 | 85.01%            | 1.09%    | 0.36%   | 9.77%   | 0.53% | 3.10%  |        | 2006 Q1 |
| 2005 Q4 | 85.88%            | 1.25%    | 0.43%   | 9.00%   | 0.54% | 2.80%  |        | 2005 Q4 |
| 2005 Q3 | 86.74%            | 1.92%    | 0.48%   | 7.97%   | 0.55% | 2.24%  |        | 2005 Q3 |
| 2005 Q2 | 87.24%            | 1.62%    | 0.59%   | 8.08%   | 0.52% | 1.89%  |        | 2005 Q2 |
| 2005 Q1 | 89.02%            | 1.89%    | 0.67%   | 6.17%   | 0.49% | 1.70%  |        | 2005 Q1 |
| 2004 Q4 | 91.35%            | 2.09%    | 0.80%   | 3.66%   | 0.51% | 1.50%  |        | 2004 Q4 |

Với các trình duyệt khác, Net Applications đưa ra sự suy giảm sau từ quý hai năm 2009:
- Opera Mini - 0.07%
- Playstation - 0.05%
- NetFront - 0.03%
- Blazer - 0.02%
- Microsoft Pocket Internet Explorer - 0.01%

### Thống kê của TheCounter.com

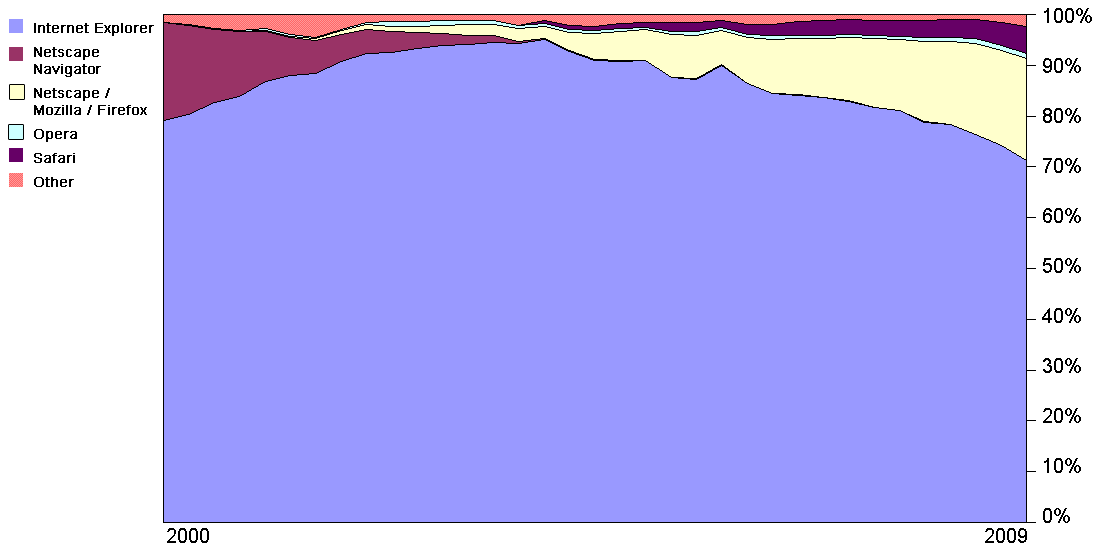
Lịch sử thị phần người dùng của các trình duyệt web từ năm 2000 đến 2009 theo TheCounter.com

| Thời kỳ | Internet Explorer | Netscape Navigator | Netscape / Mozilla / Firefox | Opera | Safari | Nguồn |
| ------- | ----------------- | ------------------ | ---------------------------- | ----- | ------ | --- |
| 2009 Q2 | 70.31%            | 0.06%              | 20.12%                       | 0.94% | 6.44%  | Apr Lưu trữ ngày 26 tháng 4 năm 2009 tại Wayback Machine, May Lưu trữ ngày 22 tháng 7 năm 2009 tại Wayback Machine, Jun Lưu trữ ngày 20 tháng 6 năm 2009 tại Wayback Machine   |
| 2009 Q1 | 71.25%            | 0.08%              | 20.01%                       | 0.92% | 5.47%  | Jan Lưu trữ ngày 26 tháng 2 năm 2009 tại Wayback Machine, Feb Lưu trữ ngày 26 tháng 2 năm 2009 tại Wayback Machine, Mar Lưu trữ ngày 7 tháng 3 năm 2009 tại Wayback Machine    |
| 2008 Q4 | 74.24%            | 0.07%              | 18.66%                       | 0.89% | 4.52%  | Oct Lưu trữ ngày 19 tháng 12 năm 2008 tại Wayback Machine, Nov Lưu trữ ngày 17 tháng 12 năm 2008 tại Wayback Machine, Dec Lưu trữ ngày 26 tháng 8 năm 2009 tại Wayback Machine |
| 2008 Q3 | 76.33%            | 0.07%              | 17.97%                       | 0.84% | 3.76%  | Jul Lưu trữ ngày 30 tháng 9 năm 2008 tại Wayback Machine, Aug Lưu trữ ngày 30 tháng 9 năm 2008 tại Wayback Machine, Sep Lưu trữ ngày 30 tháng 9 năm 2008 tại Wayback Machine   |
| 2008 Q2 | 78.30%            | 0.06%              | 16.36%                       | 0.81% | 3.41%  | Apr Lưu trữ ngày 1 tháng 7 năm 2008 tại Wayback Machine, May Lưu trữ ngày 1 tháng 7 năm 2008 tại Wayback Machine, Jun Lưu trữ ngày 1 tháng 7 năm 2008 tại Wayback Machine      |
| 2008 Q1 | 78.80%            | 0.06%              | 15.87%                       | 0.79% | 3.32%  | Jan Lưu trữ ngày 2 tháng 3 năm 2008 tại Wayback Machine, Feb Lưu trữ ngày 1 tháng 3 năm 2008 tại Wayback Machine, Mar Lưu trữ ngày 4 tháng 4 năm 2008 tại Wayback Machine      |
| 2007 Q4 | 81.14%            | 0.06%              | 13.81%                       | 0.67% | 3.21%  | Oct Lưu trữ ngày 20 tháng 2 năm 2008 tại Wayback Machine, Nov Lưu trữ ngày 16 tháng 1 năm 2008 tại Wayback Machine, Dec Lưu trữ ngày 16 tháng 1 năm 2008 tại Wayback Machine   |
| 2007 Q3 | 81.63%            | 0.06%              | 13.49%                       | 0.66% | 3.00%  | Jul Lưu trữ ngày 7 tháng 10 năm 2007 tại Wayback Machine, Aug Lưu trữ ngày 1 tháng 11 năm 2011 tại Wayback Machine, Sep Lưu trữ ngày 11 tháng 10 năm 2007 tại Wayback Machine  |
| 2007 Q2 | 82.97%            | 0.06%              | 12.41%                       | 0.64% | 2.87%  | Apr Lưu trữ ngày 5 tháng 5 năm 2007 tại Wayback Machine, May Lưu trữ ngày 28 tháng 6 năm 2007 tại Wayback Machine, Jun Lưu trữ ngày 3 tháng 6 năm 2007 tại Wayback Machine     |
| 2007 Q1 | 83.69%            | 0.06%              | 11.57%                       | 0.57% | 2.92%  | Jan Lưu trữ ngày 2 tháng 2 năm 2007 tại Wayback Machine, Feb Lưu trữ ngày 28 tháng 2 năm 2007 tại Wayback Machine, Mar Lưu trữ ngày 7 tháng 4 năm 2007 tại Wayback Machine     |
| 2006 Q4 | 84.11%            | 0.05%              | 11.13%                       | 0.60% | 2.80%  | Nov Lưu trữ ngày 1 tháng 11 năm 2011 tại Wayback Machine, Dec Lưu trữ ngày 9 tháng 12 năm 2006 tại Wayback Machine                                                             |
| 2006 Q3 | 84.48%            | 0.06%              | 10.56%                       | 0.73% | 2.27%  | Jul Lưu trữ ngày 1 tháng 11 năm 2011 tại Wayback Machine, Aug Lưu trữ ngày 1 tháng 11 năm 2011 tại Wayback Machine, Sep Lưu trữ ngày 2 tháng 3 năm 2008 tại Wayback Machine    |
| 2006 Q2 | 86.32%            | 0.05%              | 9.03%                        | 0.70% | 1.89%  | Apr Lưu trữ ngày 1 tháng 11 năm 2011 tại Wayback Machine, May Lưu trữ ngày 1 tháng 11 năm 2011 tại Wayback Machine, Jun Lưu trữ ngày 1 tháng 11 năm 2011 tại Wayback Machine   |
| 2006 Q1 | 90.01%            | 0.05%              | 6.77%                        | 0.58% | 1.40%  | Jan Lưu trữ ngày 1 tháng 11 năm 2011 tại Wayback Machine, Feb Lưu trữ ngày 1 tháng 11 năm 2011 tại Wayback Machine, Mar Lưu trữ ngày 3 tháng 12 năm 2011 tại Wayback Machine   |
| 2005 Q4 | 87.25%            | 0.07%              | 8.60%                        | 0.71% | 1.83%  | Oct Lưu trữ ngày 1 tháng 11 năm 2011 tại Wayback Machine, Nov Lưu trữ ngày 29 tháng 11 năm 2011 tại Wayback Machine, Dec Lưu trữ ngày 1 tháng 11 năm 2011 tại Wayback Machine  |
| 2005 Q3 | 87.58%            | 0.07%              | 8.42%                        | 0.67% | 1.60%  | Jul Lưu trữ ngày 1 tháng 11 năm 2011 tại Wayback Machine, Aug Lưu trữ ngày 1 tháng 11 năm 2011 tại Wayback Machine, Sep Lưu trữ ngày 29 tháng 11 năm 2011 tại Wayback Machine  |
| 2005 Q2 | 90.90%            | 0.09%              | 6.02%                        | 0.51% | 0.99%  | Apr Lưu trữ ngày 13 tháng 8 năm 2008 tại Wayback Machine, May Lưu trữ ngày 1 tháng 11 năm 2011 tại Wayback Machine, Jun Lưu trữ ngày 1 tháng 11 năm 2011 tại Wayback Machine   |
| 2005 Q1 | 90.77%            | 0.11%              | 5.73%                        | 0.54% | 1.00%  | Jan Lưu trữ ngày 1 tháng 11 năm 2011 tại Wayback Machine, Feb Lưu trữ ngày 1 tháng 11 năm 2011 tại Wayback Machine, Mar Lưu trữ ngày 1 tháng 11 năm 2011 tại Wayback Machine   |
| 2004 Q4 | 90.98%            | 0.18%              | 5.10%                        | 0.68% | 0.77%  | Oct Lưu trữ ngày 1 tháng 11 năm 2011 tại Wayback Machine, Nov Lưu trữ ngày 1 tháng 11 năm 2011 tại Wayback Machine, Dec Lưu trữ ngày 1 tháng 11 năm 2011 tại Wayback Machine   |
| 2004 Q3 | 92.70%            | 0.20%              | 3.57%                        | 0.65% | 0.73%  | Jul Lưu trữ ngày 1 tháng 11 năm 2011 tại Wayback Machine, Aug Lưu trữ ngày 4 tháng 8 năm 2004 tại Wayback Machine, Sep Lưu trữ ngày 1 tháng 11 năm 2011 tại Wayback Machine    |
| 2004 Q2 | 95.04%            | 0.32%              | 2.37%                        | 0.51% | 0.67%  | Apr Lưu trữ ngày 1 tháng 11 năm 2011 tại Wayback Machine, May Lưu trữ ngày 1 tháng 11 năm 2011 tại Wayback Machine, Jun Lưu trữ ngày 1 tháng 11 năm 2011 tại Wayback Machine   |
| 2004 Q1 | 94.28%            | 0.36%              | 2.70%                        | 0.52% |        | Jan Lưu trữ ngày 6 tháng 10 năm 2011 tại Wayback Machine, Feb Lưu trữ ngày 14 tháng 6 năm 2011 tại Wayback Machine, Mar Lưu trữ ngày 14 tháng 6 năm 2011 tại Wayback Machine   |
| 2003 Q2 | 94.43%            | 1.45%              | 2.22%                        | 0.66% |        | Apr Lưu trữ ngày 13 tháng 3 năm 2005 tại Wayback Machine, May Lưu trữ ngày 10 tháng 1 năm 2006 tại Wayback Machine, Jun Lưu trữ ngày 8 tháng 3 năm 2005 tại Wayback Machine    |
| 2003 Q1 | 94.18%            | 1.77%              | 2.15%                        | 0.65% |        | Jan Lưu trữ ngày 28 tháng 8 năm 2005 tại Wayback Machine, Feb Lưu trữ ngày 15 tháng 1 năm 2006 tại Wayback Machine, Mar Lưu trữ ngày 6 tháng 5 năm 2005 tại Wayback Machine    |
| 2002 Q4 | 93.94%            | 2.31%              | 1.67%                        | 0.83% |        | Oct Lưu trữ ngày 4 tháng 4 năm 2005 tại Wayback Machine, Nov Lưu trữ ngày 8 tháng 9 năm 2005 tại Wayback Machine, Dec Lưu trữ ngày 3 tháng 10 năm 2008 tại Wayback Machine     |
| 2002 Q3 | 93.32%            | 3.04%              | 1.36%                        | 0.94% |        | Jul Lưu trữ ngày 11 tháng 9 năm 2005 tại Wayback Machine, Aug Lưu trữ ngày 13 tháng 3 năm 2005 tại Wayback Machine, Sep Lưu trữ ngày 21 tháng 12 năm 2005 tại Wayback Machine  |
| 2002 Q2 | 92.47%            | 4.13%              | 1.13%                        | 0.82% |        | Apr Lưu trữ ngày 15 tháng 1 năm 2006 tại Wayback Machine, May Lưu trữ ngày 4 tháng 4 năm 2005 tại Wayback Machine, Jun Lưu trữ ngày 16 tháng 4 năm 2005 tại Wayback Machine    |
| 2002 Q1 | 92.40%            | 4.67%              | 0.93%                        | 0.52% |        | Jan Lưu trữ ngày 31 tháng 8 năm 2005 tại Wayback Machine, Feb Lưu trữ ngày 10 tháng 3 năm 2005 tại Wayback Machine, Mar Lưu trữ ngày 23 tháng 12 năm 2005 tại Wayback Machine  |
| 2001 Q4 | 90.83%            | 5.23%              | 0.71%                        | 0.36% |        | Oct Lưu trữ ngày 20 tháng 4 năm 2005 tại Wayback Machine, Nov Lưu trữ ngày 13 tháng 4 năm 2005 tại Wayback Machine, Dec Lưu trữ ngày 28 tháng 8 năm 2005 tại Wayback Machine   |
| 2001 Q3 | 88.43%            | 6.49%              | 0.26%                        | 0.31% |        | Jul Lưu trữ ngày 13 tháng 3 năm 2005 tại Wayback Machine, Aug Lưu trữ ngày 8 tháng 12 năm 2001 tại Wayback Machine, Sep Lưu trữ ngày 25 tháng 4 năm 2005 tại Wayback Machine   |
| 2001 Q2 | 87.99%            | 7.46%              | 0.27%                        | 0.28% |        | Apr Lưu trữ ngày 13 tháng 3 năm 2005 tại Wayback Machine, May Lưu trữ ngày 13 tháng 3 năm 2005 tại Wayback Machine, Jun Lưu trữ ngày 13 tháng 3 năm 2005 tại Wayback Machine   |
| 2001 Q1 | 86.80%            | 9.84%              | 0.30%                        | 0.22% |        | Jan Lưu trữ ngày 6 tháng 3 năm 2005 tại Wayback Machine, Feb Lưu trữ ngày 14 tháng 3 năm 2006 tại Wayback Machine, Mar Lưu trữ ngày 13 tháng 3 năm 2005 tại Wayback Machine    |
| 2000 Q4 | 83.95%            | 12.61%             | 0.14%                        | 0.14% |        | Oct Lưu trữ ngày 23 tháng 2 năm 2006 tại Wayback Machine, Nov Lưu trữ ngày 15 tháng 3 năm 2006 tại Wayback Machine, Dec Lưu trữ ngày 15 tháng 3 năm 2006 tại Wayback Machine   |
| 2000 Q3 | 82.76%            | 14.35%             | 0.04%                        | 0.14% |        | Jul Lưu trữ ngày 15 tháng 3 năm 2006 tại Wayback Machine, Aug Lưu trữ ngày 15 tháng 3 năm 2006 tại Wayback Machine, Sep Lưu trữ ngày 15 tháng 3 năm 2006 tại Wayback Machine   |
| 2000 Q2 | 80.30%            | 17.54%             | 0.02%                        | 0.12% |        | Apr Lưu trữ ngày 14 tháng 3 năm 2006 tại Wayback Machine, May Lưu trữ ngày 14 tháng 3 năm 2006 tại Wayback Machine, Jun Lưu trữ ngày 14 tháng 3 năm 2006 tại Wayback Machine   |
| 2000 Q1 | 79.09%            | 19.25%             | 0.00%                        | 0.13% |        | Jan Lưu trữ ngày 5 tháng 2 năm 2006 tại Wayback Machine, Feb Lưu trữ ngày 14 tháng 3 năm 2006 tại Wayback Machine, Mar Lưu trữ ngày 8 tháng 12 năm 2004 tại Wayback Machine    |
| Thời kỳ | Internet Explorer | Netscape Navigator | Netscape / Mozilla / Firefox | Opera | Safari | Nguồn |

### Thống kê của OneStat.com
| Thời điểm            | Internet Explorer | Netscape Navigator | Netscape | Mozilla / Firefox | Opera | Safari | Chrome | Nguồn                                                                          |
| -------------------- | ----------------- | ------------------ | -------- | ----------------- | ----- | ------ | ------ | ------------------------------------------------------------------------------ |
| Tháng 3 năm 2009     | 79.59%            |                    | 0.31%    | 15.59%            | 0.54% | 2.65%  | 0.86%  | ngày 4 tháng 4 năm 2009 Lưu trữ ngày 25 tháng 2 năm 2021 tại Wayback Machine   |
| Tháng 11 năm 2008    | 81.36%            |                    | 0.32%    | 14.67%            | 0.55% | 2.42%  | 0.54%  | ngày 24 tháng 11 năm 2008 Lưu trữ ngày 26 tháng 2 năm 2021 tại Wayback Machine |
| Tháng 2 năm 2008     | 83.27%            |                    | 0.14%    | 13.76%            | 0.55% | 2.18%  |        | ngày 18 tháng 2 năm 2008 Lưu trữ ngày 24 tháng 2 năm 2021 tại Wayback Machine  |
| Tháng 6 năm 2007     | 84.66%            |                    | 0.11%    | 12.72%            | 0.61% | 1.79%  |        | ngày 2 tháng 7 năm 2007 Lưu trữ ngày 26 tháng 2 năm 2021 tại Wayback Machine   |
| Tháng 1 năm 2007     | 85.81%            |                    | 0.13%    | 11.69%            | 0.58% | 1.64%  |        | ngày 22 tháng 1 năm 2007 Lưu trữ ngày 27 tháng 2 năm 2021 tại Wayback Machine  |
| Tháng 11 năm 2006    | 85.24%            |                    | 0.11%    | 12.15%            | 0.69% | 1.61%  |        | ngày 6 tháng 11 năm 2006 Lưu trữ ngày 25 tháng 2 năm 2021 tại Wayback Machine  |
| Tháng 10 năm 2006    | 85.85%            |                    | 0.12%    | 11.49%            | 0.69% | 1.61%  |        | ngày 9 tháng 10 năm 2006 Lưu trữ ngày 4 tháng 3 năm 2021 tại Wayback Machine   |
| Tháng 7 năm 2006     | 83.05%            |                    | 0.16%    | 12.93%            | 1.00% | 1.84%  |        | ngày 9 tháng 7 năm 2006 Lưu trữ ngày 27 tháng 4 năm 2021 tại Wayback Machine   |
| Tháng 5 năm 2006     | 85.17%            |                    | 0.15%    | 11.79%            | 0.79% | 2.02%  |        | ngày 15 tháng 5 năm 2006 Lưu trữ ngày 25 tháng 2 năm 2021 tại Wayback Machine  |
| Tháng 1 năm 2006     | 85.82%            |                    | 0.16%    | 11.23%            | 0.77% | 1.88%  |        | ngày 31 tháng 1 năm 2006 Lưu trữ ngày 25 tháng 2 năm 2021 tại Wayback Machine  |
| 2 tháng 11 năm 2005  | 85.45%            |                    | 0.26%    | 11.51%            | 0.77% | 1.75%  |        | ngày 2 tháng 11 năm 2005 Lưu trữ ngày 14 tháng 4 năm 2021 tại Wayback Machine  |
| 27 tháng 3 năm 2005  | 86.63%            |                    | 1.08%    | 8.69%             | 1.03% | 1.26%  |        | ngày 27 tháng 4 năm 2005 Lưu trữ ngày 26 tháng 1 năm 2021 tại Wayback Machine  |
| 28 tháng 2 năm 2005  | 87.28%            |                    | 1.11%    | 8.45%             | 1.09% | 1.21%  |        | ngày 28 tháng 2 năm 2005 Lưu trữ ngày 24 tháng 2 năm 2021 tại Wayback Machine  |
| 22 tháng 11 năm 2004 | 88.90%            |                    |          | 7.35%             | 1.33% | 0.91%  |        | ngày 22 tháng 11 năm 2004 Lưu trữ ngày 25 tháng 2 năm 2021 tại Wayback Machine |
| 28 tháng 5 năm 2004  | 93.9%             |                    |          | 2.1%              | 1.02% | 0.71%  |        | ngày 28 tháng 5 năm 2004 Lưu trữ ngày 27 tháng 2 năm 2021 tại Wayback Machine  |
| 19 tháng 4 năm 2004  | 94.8%             |                    |          | 1.8%              | 0.8%  | 0.48%  |        | ngày 19 tháng 1 năm 2004 Lưu trữ ngày 12 tháng 2 năm 2021 tại Wayback Machine  |
| 28 tháng 7 năm 2003  | 95.4%             | 0.6%               | 1.9%     | 1.6%              | 0.6%  | 0.25%  |        | ngày 28 tháng 7 năm 2003 Lưu trữ ngày 11 tháng 2 năm 2021 tại Wayback Machine  |
| 3 tháng 2 năm 2003   | 95.2%             | 1.0%               | 1.9%     | 1.2%              | 0.7%  | 0.11%  |        | ngày 3 tháng 2 năm 2003 Lưu trữ ngày 25 tháng 2 năm 2021 tại Wayback Machine   |
| 16 tháng 12 năm 2002 | 95.0%             | 1.1%               | 1.9%     | 1.1%              | 0.8%  |        |        | ngày 16 tháng 12 năm 2002 Lưu trữ ngày 25 tháng 2 năm 2021 tại Wayback Machine |
| 30 tháng 9 năm 2002  | 94.9%             | 1.2%               | 1.8%     | 0.8%              | 0.9%  |        |        | ngày 30 tháng 9 năm 2002 Lưu trữ ngày 25 tháng 2 năm 2021 tại Wayback Machine  |
| 21 tháng 6 năm 2002  | 95.3%             | 1.9%               | 1.5%     | 0.4%              | 0.7%  |        |        | ngày 24 tháng 6 năm 2002 Lưu trữ ngày 11 tháng 4 năm 2021 tại Wayback Machine  |
| 29 tháng 4 năm 2002  | 96.6%             | 2.1%               | 0.7%     |                   | 0.5%  |        |        | ngày 29 tháng 4 năm 2002 Lưu trữ ngày 24 tháng 2 năm 2021 tại Wayback Machine  |
| Thời điểm            | Internet Explorer | Netscape Navigator | Netscape | Mozilla / Firefox | Opera | Safari | Chrome | Nguồn                                                                          |

| Thời điểm         | Internet Explorer | Netscape | Mozilla / Firefox | Opera | Safari | Chrome | Nguồn                                                                     |
| ----------------- | ----------------- | -------- | ----------------- | ----- | ------ | ------ | ------------------------------------------------------------------------- |
| Tháng 3 năm 2009  | 72.69%            | 0.49%    | 20.40%            | 0.38% | 4.53%  | 1.05%  | Onestat.com pressbox Lưu trữ ngày 25 tháng 2 năm 2021 tại Wayback Machine |
| Tháng 11 năm 2008 | 75.54%            | 0.50%    | 18.74%            | 0.39% | 3.95%  | 0.62%  | Onestat.com pressbox Lưu trữ ngày 26 tháng 2 năm 2021 tại Wayback Machine |
| Tháng 6 năm 2007  | 75.69%            | 0.17%    | 19.65%            | 0.61% | 3.77%  |        | Onestat.com pressbox Lưu trữ ngày 26 tháng 2 năm 2021 tại Wayback Machine |
| Tháng 1 năm 2007  | 78.13%            | 0.18%    | 16.11%            | 0.73% | 3.68%  |        | Onestat.com pressbox Lưu trữ ngày 26 tháng 2 năm 2021 tại Wayback Machine |

| Thời điểm         | Internet Explorer | Netscape | Mozilla / Firefox | Opera | Safari | Chrome | Nguồn                                                                     |
| ----------------- | ----------------- | -------- | ----------------- | ----- | ------ | ------ | ------------------------------------------------------------------------- |
| Tháng 3 năm 2009  | 65.55%            | 0.56%    | 23.09%            | 0.75% | 7.36%  | 1.32%  | Onestat.com pressbox Lưu trữ ngày 25 tháng 2 năm 2021 tại Wayback Machine |
| Tháng 11 năm 2008 | 69.67%            | 0.56%    | 20.38%            | 0.76% | 7.56%  | 0.92%  | Onestat.com pressbox Lưu trữ ngày 26 tháng 2 năm 2021 tại Wayback Machine |
| Tháng 6 năm 2007  | 75.76%            | 0.13%    | 16.47%            | 0.69% | 5.72%  |        | Onestat.com pressbox Lưu trữ ngày 26 tháng 2 năm 2021 tại Wayback Machine |
| Tháng 1 năm 2007  | 79.00%            | 0.14%    | 14.13%            | 0.71% | 4.70%  |        | Onestat.com pressbox Lưu trữ ngày 26 tháng 2 năm 2021 tại Wayback Machine |

| Thời điểm         | Internet Explorer | Netscape | Mozilla / Firefox | Opera | Safari | Chrome | Nguồn                                                                     |
| ----------------- | ----------------- | -------- | ----------------- | ----- | ------ | ------ | ------------------------------------------------------------------------- |
| Tháng 3 năm 2009  | 80.91%            | 0.36%    | 15.16%            | 0.60% | 1.94%  | 0.85%  | Onestat.com pressbox Lưu trữ ngày 25 tháng 2 năm 2021 tại Wayback Machine |
| Tháng 11 năm 2008 | 83.77%            | 0.34%    | 11.45%            | 0.60% | 1.76%  | 0.43%  | Onestat.com pressbox Lưu trữ ngày 26 tháng 2 năm 2021 tại Wayback Machine |
| Tháng 6 năm 2007  | 86.00%            | 0.10%    | 11.22%            | 0.53% | 1.61%  |        | Onestat.com pressbox Lưu trữ ngày 26 tháng 2 năm 2021 tại Wayback Machine |
| Tháng 1 năm 2007  | 86.72%            | 0.10%    | 10.86%            | 0.49% | 1.78%  |        | Onestat.com pressbox Lưu trữ ngày 26 tháng 2 năm 2021 tại Wayback Machine |

| Thời điểm        | Internet Explorer | Netscape | Mozilla / Firefox | Opera | Safari | Nguồn                                                                     |
| ---------------- | ----------------- | -------- | ----------------- | ----- | ------ | ------------------------------------------------------------------------- |
| Tháng 6 năm 2007 | 66.42%            | 0.24%    | 26.32%            | 4.05% | 1.86%  | Onestat.com pressbox Lưu trữ ngày 26 tháng 2 năm 2021 tại Wayback Machine |
| Tháng 1 năm 2007 | 65.71%            | 0.24%    | 26.68%            | 4.28% | 1.77%  | Onestat.com pressbox Lưu trữ ngày 26 tháng 2 năm 2021 tại Wayback Machine |

| Thời điểm         | Internet Explorer | Netscape | Mozilla / Firefox | Opera | Safari | Chrome | Nguồn                                                                     |
| ----------------- | ----------------- | -------- | ----------------- | ----- | ------ | ------ | ------------------------------------------------------------------------- |
| Tháng 3 năm 2009  | 71.57%            | 0.46%    | 23.48%            | 0.54% | 2.90%  | 0.86%  | Onestat.com pressbox Lưu trữ ngày 25 tháng 2 năm 2021 tại Wayback Machine |
| Tháng 11 năm 2008 | 71.50%            | 0.51%    | 23.45%            | 0.56% | 3.23%  | 0.59%  | Onestat.com pressbox Lưu trữ ngày 26 tháng 2 năm 2021 tại Wayback Machine |

### Thống kê của StatCounter
| Thời điểm         | Internet Explorer | Firefox | Opera | Safari | Chrome | Nguồn                                   |
| ----------------- | ----------------- | ------- | ----- | ------ | ------ | --------------------------------------- |
| Tháng 6 năm 2009  | 59.49%            | 30.26%  | 3.46% | 2.91%  | 2.80%  | StatCounter Global Stats Top 5 browsers |
| Tháng 5 năm 2009  | 62.09%            | 28.75%  | 3.23% | 2.65%  | 2.42%  | StatCounter Global Stats Top 5 browsers |
| Tháng 4 năm 2009  | 61.88%            | 29.67%  | 2.96% | 2.75%  | 2.07%  | StatCounter Global Stats Top 5 browsers |
| Tháng 3 năm 2009  | 62.52%            | 29.4%   | 2.94% | 2.73%  | 1.73%  | StatCounter Global Stats Top 5 browsers |
| Tháng 2 năm 2009  | 64.43%            | 27.85%  | 2.95% | 2.59%  | 1.52%  | StatCounter Global Stats Top 5 browsers |
| Tháng 1 năm 2009  | 65.41%            | 27.03%  | 2.92% | 2.57%  | 1.38%  | StatCounter Global Stats Top 5 browsers |
| Tháng 12 năm 2008 | 67.84%            | 25.23%  | 2.83% | 2.41%  | 1.21%  | StatCounter Global Stats Top 5 browsers |
| Tháng 11 năm 2008 | 68.14%            | 25.27%  | 3.01% | 2.49%  | 0.93%  | StatCounter Global Stats Top 5 browsers |
| Tháng 10 năm 2008 | 67.68%            | 25.54%  | 2.69% | 2.91%  | 1.02%  | StatCounter Global Stats Top 5 browsers |
| Tháng 12 năm 2008 | 67.16%            | 25.77%  | 2.86% | 3%     | 1.03%  | StatCounter Global Stats Top 5 browsers |
| Tháng 8 năm 2008  | 68.91%            | 26.08%  | 1.83% | 2.99%  |        | StatCounter Global Stats Top 5 browsers |
| Tháng 7 năm 2008  | 68.57%            | 26.14%  | 1.78% | 3.3%   |        | StatCounter Global Stats Top 5 browsers |
| Thời điểm         | Internet Explorer | Firefox | Opera | Safari | Chrome | Nguồn                                   |

### Thống kê của ADTECH
| Thời điểm            | Internet Explorer | Netscape | Mozilla | Firefox | Opera | Safari | Nguồn                                                                                                 |
| -------------------- | ----------------- | -------- | ------- | ------- | ----- | ------ | --- |
| Tháng 3 năm 2009     | 67.7%             |          | 1.1%    | 25.3%   | 1.4%  | 2.6%   | 4 tháng 1 năm 2009_en.htm ngày 1 tháng 4 năm 2009Lưu trữ ngày 17 tháng 8 năm 2009 tại Wayback Machine |
| Q1 2008              | 76.2%             |          | 2.6%    | 18.1%   | 1.0%  | 1.7%   | ngày 8 tháng 4 năm 2008 Lưu trữ ngày 5 tháng 3 năm 2009 tại Wayback Machine                           |
| Q4 2007              | 76.0%             |          | 2.9%    | 18.0%   | 1.0%  | 1.6%   | ngày 31 tháng 1 năm 2008 Lưu trữ ngày 3 tháng 3 năm 2009 tại Wayback Machine                          |
| Tháng 7 năm 2007     | 77.5%             |          | 3.9%    | 15.5%   | 0.9%  | 1.6%   | ngày 23 tháng 8 năm 2007 Lưu trữ ngày 21 tháng 11 năm 2018 tại Wayback Machine                        |
| Tháng 2 năm 2007     | 77.34%            |          | 5.11%   | 14.34%  | 0.85% | 1.63%  | ngày 20 tháng 3 năm 2007 Lưu trữ ngày 15 tháng 12 năm 2018 tại Wayback Machine                        |
| Tháng 2 – 4 năm 2006 | 83.36%            | 0.38%    | 0.82%   | 12.38%  | 0.77% | 1.67%  | ngày 13 tháng 6 năm 2006 Lưu trữ ngày 21 tháng 11 năm 2018 tại Wayback Machine                        |
| Tháng 12 năm 2005    | 83.31%            | 0.61%    | 1.06%   | 12.41%  | 0.90% | 1.40%  | ngày 14 tháng 11 năm 2005 Lưu trữ ngày 21 tháng 11 năm 2018 tại Wayback Machine                       |
| Tháng 6 năm 2005     | 85.10%            | 0.60%    | 1.05%   | 10.11%  | 1.21% | 1.34%  | ngày 27 tháng 6 năm 2005 Lưu trữ ngày 21 tháng 11 năm 2018 tại Wayback Machine                        |
| Tháng 3 năm 2005     | 86.73%            | 0.71%    | 1.14%   | 8.96%   | 1.12% |        | ngày 21 tháng 4 năm 2005 Lưu trữ ngày 15 tháng 12 năm 2018 tại Wayback Machine                        |
| Tháng 2 năm 2005     | 87.57%            | 0.76%    | 1.26%   | 7.85%   | 1.05% |        | ngày 21 tháng 4 năm 2005 Lưu trữ ngày 15 tháng 12 năm 2018 tại Wayback Machine                        |
| Tháng 1 năm 2005     | 87.13%            | 0.85%    | 1.33%   | 7.43%   | 1.70% |        | ngày 21 tháng 4 năm 2005 Lưu trữ ngày 15 tháng 12 năm 2018 tại Wayback Machine                        |
| 30 tháng 11 năm 2004 | 89.47%            | 0.92%    | 2.50%   | 5.51%   | 1.01% |        | ngày 2 tháng 12 năm 2004 Lưu trữ ngày 21 tháng 11 năm 2018 tại Wayback Machine                        |
| 16 tháng 10 năm 2004 | 90.56%            | 0.89%    | 2.38%   | 4.56%   | 1.07% |        | ngày 2 tháng 12 năm 2004 Lưu trữ ngày 21 tháng 11 năm 2018 tại Wayback Machine                        |
| Tháng 12 năm 2004    | 92.63%            | 0.82%    | 2.10%   | 2.91%   | 1.00% |        | ngày 19 tháng 10 năm 2004 Lưu trữ ngày 21 tháng 11 năm 2018 tại Wayback Machine                       |
| 30 tháng 8 năm 2004  | 93.08%            | 0.95%    | 2.18%   | 2.15%   | 0.89% |        | ngày 2 tháng 12 năm 2004 Lưu trữ ngày 21 tháng 11 năm 2018 tại Wayback Machine                        |
| Tháng 8 năm 2004     | 92.78%            | 0.91%    | 2.82%   | 1.69%   | 1.06% |        | ngày 19 tháng 10 năm 2004 Lưu trữ ngày 21 tháng 11 năm 2018 tại Wayback Machine                       |
| Tháng 7 năm 2004     | 93.08%            | 0.97%    | 2.62%   | 1.64%   | 0.99% |        | ngày 19 tháng 10 năm 2004 Lưu trữ ngày 21 tháng 11 năm 2018 tại Wayback Machine                       |
| Tháng 1 – 4 2004     | 94.72%            | 1.49%    | 2.50%   |         | 0.73% |        | ngày 2 tháng 6 năm 2004 Lưu trữ ngày 6 tháng 8 năm 2004 tại Wayback Machine                           |
| Thời điểm            | Internet Explorer | Netscape | Mozilla | Firefox | Opera | Safari | Nguồn                                                                                                 |

### Thống kê của W3 Counter
| Thời điểm                 | Internet Explorer | Mozilla | Firefox | Opera | Safari | Chrome | Nguồn                                          |
| ------------------------- | ----------------- | ------- | ------- | ----- | ------ | ------ | ---------------------------------------------- |
| ngày 30 tháng 6 năm 2009  | 56.92%            | 0.64%   | 31.27%  |       | 2.12%  |        | 30 tháng 6 năm 2009 ngày 30 tháng 6 năm 2009   |
| ngày 31 tháng 5 năm 2009  | 57.40%            |         | 31.04%  |       | 2.19%  | 0.57%  | 31 tháng 5 năm 2009 ngày 31 tháng 5 năm 2009   |
| ngày 30 tháng 4 năm 2009  | 57.42%            | 0.58%   | 31.22%  | 0.57% | 1.69%  |        | 30 tháng 4 năm 2009 ngày 30 tháng 4 năm 2009   |
| ngày 31 tháng 3 năm 2009  | 57.63%            | 0.62%   | 31.07%  | 0.59% | 1.76%  |        | 31 tháng 3 năm 2009 ngày 31 tháng 3 năm 2009   |
| ngày 28 tháng 2 năm 2009  | 57.56%            | 0.60%   | 30.92%  | 1.16% | 1.91%  |        | 28 tháng 2 năm 2009 ngày 28 tháng 2 năm 2009   |
| ngày 31 tháng 1 năm 2009  | 57.90%            | 0.56%   | 30.70%  | 0.67% | 2.44%  |        | 31 tháng 1 năm 2009 ngày 31 tháng 1 năm 2009   |
| ngày 31 tháng 12 năm 2008 | 58.08%            | 0.51%   | 30.71%  | 0.71% | 2.58%  |        | 31 tháng 12 năm 2008 ngày 31 tháng 12 năm 2008 |
| ngày 30 tháng 11 năm 2008 | 58.57%            |         | 30.40%  | 1.23% | 2.70%  |        | 30 tháng 11 năm 2008 ngày 30 tháng 11 năm 2008 |
| ngày 31 tháng 10 năm 2008 | 59.05%            |         | 30.13%  | 1.36% | 2.77%  |        | 31 tháng 10 năm 2008 ngày 31 tháng 10 năm 2008 |
| Sept 30, 2008             | 57.03%            |         | 32.07%  | 1.56% | 2.51%  |        | 30 tháng 9 năm 2008 ngày 30 tháng 9 năm 2008   |
| Aug 31, 2008              | 58.46%            |         | 31.40%  | 1.55% | 1.80%  |        | 31 tháng 8 năm 2008 ngày 31 tháng 8 năm 2008   |
| Jul 31, 2008              | 60.65%            | 0.58%   | 29.68%  | 1.08% | 1.90%  |        | 31 tháng 7 năm 2008 ngày 31 tháng 7 năm 2008   |
| Jun 30, 2008              | 61.43%            | 0.60%   | 29.02%  | 1.13% | 2.02%  |        | 30 tháng 6 năm 2008 ngày 30 tháng 6 năm 2008   |
| ngày 31 tháng 5 năm 2008  | 61.56%            | 0.62%   | 28.86%  | 1.15% | 2.16%  |        | 31 tháng 5 năm 2008 ngày 31 tháng 5 năm 2008   |
| Apr 30, 2008              | 61.66%            | 0.58%   | 28.79%  | 1.14% | 2.31%  |        | 30 tháng 4 năm 2008 ngày 30 tháng 4 năm 2008   |
| Mar 31, 2008              | 61.66%            | 0.61%   | 28.39%  | 1.11% | 2.50%  |        | 31 tháng 3 năm 2008 ngày 31 tháng 3 năm 2008   |
| Feb 29, 2008              | 61.67%            | 0.65%   | 28.38%  | 1.07% | 2.54%  |        | 29 tháng 2 năm 2008 ngày 29 tháng 2 năm 2008   |
| Jan 31, 2008              | 61.79%            | 0.52%   | 28.39%  | 1.02% | 2.42%  |        | 31 tháng 1 năm 2008 ngày 31 tháng 1 năm 2008   |
| Dec 1, 2007               | 62.36%            | 0.56%   | 27.77%  | 1.41% | 1.84%  |        | 1 tháng 12 năm 2007 ngày 1 tháng 12 năm 2007   |
| Nov 10, 2007              | 62.55%            | 0.59%   | 27.56%  | 1.39% | 1.95%  |        | 10 tháng 11 năm 2007 ngày 10 tháng 11 năm 2007 |
| Oct 30, 2007              | 62.41%            | 0.60%   | 27.70%  | 1.35% | 1.99%  |        | 30 tháng 10 năm 2007 ngày 30 tháng 10 năm 2007 |
| Sept 20, 2007             | 66.22%            | 0.61%   | 25.45%  | 1.22% | 1.76%  |        | 20 tháng 9 năm 2007 ngày 20 tháng 9 năm 2007   |
| Aug 30, 2007              | 66.20%            | 0.61%   | 25.43%  | 1.22% | 1.76%  |        | 30 tháng 8 năm 2007 ngày 30 tháng 8 năm 2007   |
| ngày 30 tháng 7 năm 2007  | 66.41%            | 0.65%   | 25.11%  | 1.16% | 1.75%  |        | 30 tháng 7 năm 2007 ngày 30 tháng 7 năm 2007   |
| ngày 30 tháng 6 năm 2007  | 66.20%            | 0.71%   | 25.08%  | 0.69% | 1.81%  |        | 30 tháng 6 năm 2007 ngày 30 tháng 6 năm 2007   |
| ngày 30 tháng 5 năm 2007  | 66.69%            | 0.73%   | 24.55%  | 1.22% | 1.85%  |        | 30 tháng 5 năm 2007 ngày 30 tháng 5 năm 2007   |
| Thời điểm                 | Internet Explorer | Mozilla | Firefox | Opera | Safari | Chrome | Nguồn                                          |

### Thống kê của Viện Internet AT (trước đây là XiTi)
| Thời điểm      | Internet Explorer | Netscape | Firefox | Opera | Safari | Chrome | Source                                                      |
| -------------- | ----------------- | -------- | ------- | ----- | ------ | ------ | ----------------------------------------------------------- |
| April 2009     | 63.6%             | 0.6%     | 28.4%   | 2.2%  | 3.4%   | 1.7%   | 2009-5 Lưu trữ ngày 8 tháng 3 năm 2010 tại Wayback Machine  |
| March 2009     | 64.6%             | 0.6%     | 27.8%   | 2.2%  | 3.3%   | 1.4%   | 2009-5 Lưu trữ ngày 8 tháng 3 năm 2010 tại Wayback Machine  |
| February 2009  | 65.6%             | 0.5%     | 27.4%   | 2.1%  | 3.0%   | 1.3%   | 2009-5 Lưu trữ ngày 8 tháng 3 năm 2010 tại Wayback Machine  |
| January 2009   | 58.1%             | 0.6%     | 32.5%   | 4.1%  | 3.0%   | 1.5%   | 2009-1 Lưu trữ ngày 21 tháng 2 năm 2010 tại Wayback Machine |
| December 2008  | 58.5%             | 0.6%     | 32.3%   | 4.5%  | 2.7%   | 1.3%   | 2009-1 Lưu trữ ngày 21 tháng 2 năm 2010 tại Wayback Machine |
| November 2008  | 59.5%             | 0.6%     | 31.1%   | 5.1%  | 2.5%   | 1.1%   | ngày 22 tháng 12 năm 2008                                   |
| October 2008   | 59.2%             | 0.6%     | 31.1%   | 5.4%  | 2.4%   | 1.1%   | ngày 22 tháng 12 năm 2008                                   |
| September 2008 | 60.2%             | 0.4%     | 31.2%   | 4.8%  | 2.4%   | 1.0%   | ngày 10 tháng 10 năm 2008                                   |
| August 2008    | 59.4%             | 0.3%     | 33.0%   | 4.5%  | 2.6%   |        | ngày 10 tháng 10 năm 2008                                   |
| July 2008      | 60.4%             | 0.3%     | 32.2%   | 4.5%  | 2.4%   |        | ngày 10 tháng 10 năm 2008                                   |
| June 2008      | 60.5%             | 0.3%     | 31.4%   | 5.1%  | 2.5%   |        | ngày 10 tháng 10 năm 2008                                   |
| May 2008       | 61.7%             | 0.4%     | 30.7%   | 4.7%  | 2.4%   |        | ngày 10 tháng 10 năm 2008                                   |
| April 2008     | 64.5%             | 0.5%     | 28.9%   | 3.6%  | 2.4%   |        | ngày 10 tháng 10 năm 2008                                   |
| March 2008     | 65.0%             | 0.5%     | 28.8%   | 3.3%  | 2.3%   |        | ngày 30 tháng 4 năm 2008                                    |
| February 2008  | 65.6%             | 0.5%     | 28.5%   | 3.2%  | 2.2%   |        | ngày 30 tháng 4 năm 2008                                    |
| January 2008   | 66.1%             | 0.5%     | 28.0%   | 3.2%  | 2.1%   |        | ngày 30 tháng 4 năm 2008                                    |
| December 2007  | 66.1%             | 0.5%     | 28.0%   | 3.3%  | 2.0%   |        | ngày 30 tháng 4 năm 2008                                    |
| November 2007  | 66.9%             | 0.5%     | 27.3%   | 3.2%  | 1.9%   |        | ngày 30 tháng 4 năm 2008                                    |
| October 2007   | 67.5%             | 0.4%     | 27.0%   | 3.1%  | 1.8%   |        | ngày 30 tháng 4 năm 2008                                    |
| September 2007 | 66.6%             | 0.3%     | 27.7%   | 3.4%  | 1.8%   |        | ngày 30 tháng 10 năm 2007                                   |
| July 2-8, 2007 | 66.5%             | 0.3%     | 27.8%   | 3.5%  | 1.7%   |        | ngày 18 tháng 7 năm 2007                                    |

### Thống kê của WebSideStory
| Thời điểm            | Internet Explorer | Netscape / Mozilla | Firefox | Nguồn                                                                                                 |
| -------------------- | ----------------- | ------------------ | ------- | --- |
| Tháng 6 năm 2006     | 86.64%            |                    | 9.95%   | ngày 19 tháng 7 năm 2006 Lưu trữ ngày 11 tháng 2 năm 2007 tại Wayback Machine                         |
| 5 tháng 6 năm 2006   | 87.63%            |                    | 8.88%   | Jan. 12, 2006 Lưu trữ ngày 11 tháng 2 năm 2007 tại Wayback Machine                                    |
| 4 tháng 11 năm 2005  | 88.16%            | 1.61%              | 8.13%   | ngày 10 tháng 11 năm 2005 Lưu trữ ngày 4 tháng 1 năm 2006 tại Wayback Machine                         |
| 23 tháng 9 năm 2005  | 88.46%            | 1.69%              | 7.86%   | ngày 27 tháng 9 năm 2005 Lưu trữ ngày 24 tháng 12 năm 2005 tại Wayback Machine                        |
| 29 tháng 4 năm 2005  | 88.86%            | 2.23%              | 6.75%   | 5 tháng 10 năm 2005.html ngày 10 tháng 5 năm 2005Lưu trữ ngày 12 tháng 5 năm 2005 tại Wayback Machine |
| 18 tháng 2 năm 2005  | 89.85%            | 2.47%              | 5.69%   | Feb. 28, 2005 Lưu trữ ngày 10 tháng 5 năm 2005 tại Wayback Machine                                    |
| 14 tháng 1 năm 2005  | 90.28%            | 2.64%              | 4.95%   | Feb. 28, 2005 Lưu trữ ngày 10 tháng 5 năm 2005 tại Wayback Machine                                    |
| 3 tháng 12 năm 2004  | 91.80%            | 2.83%              | 4.06%   | Feb. 28, 2005 Lưu trữ ngày 10 tháng 5 năm 2005 tại Wayback Machine                                    |
| 5 tháng 11 năm 2004  | 92.89%            | 2.95%              | 3.03%   | Feb. 28, 2005 Lưu trữ ngày 10 tháng 5 năm 2005 tại Wayback Machine                                    |
| 8 tháng 10 năm 2004  | 93.21%            | 3.05%              | 2.66%   | ngày 13 tháng 12 năm 2004 Lưu trữ ngày 11 tháng 2 năm 2007 tại Wayback Machine                        |
| 4 tháng 6 năm 2004   | 95.48%            | 3.53%              |         | ngày 13 tháng 12 năm 2004 Lưu trữ ngày 11 tháng 2 năm 2007 tại Wayback Machine                        |
| 26 tháng 8 năm 2002  | 95.97%            | 3.39%              |         | ngày 28 tháng 8 năm 2002 Lưu trữ ngày 11 tháng 2 năm 2007 tại Wayback Machine                         |
| 25 tháng 10 năm 2001 | 89.03%            | 10.47%             |         | ngày 31 tháng 10 năm 2001 Lưu trữ ngày 11 tháng 2 năm 2007 tại Wayback Machine                        |
| 25 tháng 4 năm 2001  | 86.61%            | 13.10%             |         | ngày 1 tháng 5 năm 2001 Lưu trữ ngày 11 tháng 2 năm 2007 tại Wayback Machine                          |
| 21 tháng 2 năm 2001  | 87.71%            | 12.01%             |         | ngày 22 tháng 2 năm 2001 Lưu trữ ngày 11 tháng 2 năm 2007 tại Wayback Machine                         |
| 18 tháng 6 năm 2000  | 86.08%            | 13.90%             |         | ngày 22 tháng 2 năm 2001 Lưu trữ ngày 11 tháng 2 năm 2007 tại Wayback Machine                         |
| 2 tháng 8 năm 1999   | 75.31%            | 24.68%             |         | ngày 9 tháng 8 năm 1999 Lưu trữ ngày 11 tháng 2 năm 2007 tại Wayback Machine                          |
| 6 tháng 4 năm 1999   | 68.75%            | 29.46%             |         | ngày 7 tháng 4 năm 1999 Lưu trữ ngày 11 tháng 2 năm 2007 tại Wayback Machine                          |
| 1 tháng 3 năm 1999   | 66.90%            | 31.21%             |         | ngày 2 tháng 3 năm 1999 Lưu trữ ngày 11 tháng 2 năm 2007 tại Wayback Machine                          |
| 8 tháng 2 năm 1999   | 64.60%            | 33.43%             |         | ngày 22 tháng 2 năm 2001 Lưu trữ ngày 11 tháng 2 năm 2007 tại Wayback Machine                         |
| Thời điểm            | Internet Explorer | Netscape / Mozilla | Firefox | Nguồn                                                                                                 |

### Thống kê của [Mail.ru]
| Thời điểm       | Internet Explorer | Opera  | Firefox | Google Chrome | Mozilla SeaMonkey | Safari | Netscape | Nguồn                                                                       |
| --------------- | ----------------- | ------ | ------- | ------------- | ----------------- | ------ | -------- | --------------------------------------------------------------------------- |
| 29 tháng 6 2009 | 52.44%            | 24.69% | 19.34%  | 1.95%         | 1.23%             | 0.35%  | 0.01%    | Dữ liệu hiện tại Lưu trữ ngày 8 tháng 8 năm 2007 tại Wayback Machine        |
| 9 tháng 6 2009  | 53.03%            | 24.33% | 18.84%  | 2.24%         | 1.16%             | 0.40%  |          | Truy cập ngày 9 tháng 6 Lưu trữ ngày 8 tháng 8 năm 2007 tại Wayback Machine |
| Thời điểm       | Internet Explorer | Opera  | Firefox | Google Chrome | Mozilla SeaMonkey | Safari | Netscape | Nguồn                                                                       |

## Từ 1998 về trước

### Thống kê của Điều tra người dùng GVU WWW
| Thời điểm    | Mosaic | Netscape Navigator | Internet Explorer | Nguồn                                                                                      |
| ------------ | ------ | ------------------ | ----------------- | ------------------------------------------------------------------------------------------ |
| October 1998 |        | 64%                | 32.2%             | Trình duyệt cơ bản trong 12 tháng                                                          |
| April 1998   |        | 70%                | 22.7%             | Browser Expected to Use in 12 Months                                                       |
| October 1997 |        | 59.67%             | 15.13%            | Browser Expected to Use in 12 Months Lưu trữ ngày 11 tháng 3 năm 2005 tại Wayback Machine  |
| April 1997   |        | 81.13%             | 12.13%            | Browser Expected to Use in 12 Months Lưu trữ ngày 17 tháng 12 năm 2004 tại Wayback Machine |
| October 1996 |        | 80.45%             | 12.18%            | Browser Expected to Use in 12 Months                                                       |
| April 1996   |        | 89.36%             | 3.76%             | Browser Expected to Use in 12 Months                                                       |
| April 1995   | 9%     | 54%                |                   | Hal Berghel's Cybernautica - "A Web Monopoly"                                              |
| October 1994 | 68%    | 18%                |                   | Result Graph - Browser                                                                     |
| January 1994 | 97%    |                    |                   | General Results Graphs                                                                     |

### Thống kê của Dataquest
| Thời điểm | Internet Explorer | Netscape Navigator | Nguồn                                                                                                  |
| --------- | ----------------- | ------------------ | --- |
| 1997      | 39.4%             | 57.6%              | Cuộc chiến trình duyệt: Giá đắt, phần thưởng lớn Lưu trữ ngày 17 tháng 12 năm 2007 tại Wayback Machine |
| 1996      | 20%               | 73%                | Cuộc chiến trình duyệt: Giá đắt, phần thưởng lớn Lưu trữ ngày 17 tháng 12 năm 2007 tại Wayback Machine |
| 1995      | 2.9%              | 80.1%              | Cuộc chiến trình duyệt: Giá đắt, phần thưởng lớn Lưu trữ ngày 17 tháng 12 năm 2007 tại Wayback Machine |

### Thống kê của Máy chủ web EWS tại UIUC
| Thời điểm | Mosaic | Internet Explorer | Netscape Navigator | Nguồn |
| --------- | ------ | ----------------- | ------------------ | --- |
| 1998 Q4   |        | 50.43%            | 46.87%             | Oct 1998 Lưu trữ ngày 7 tháng 5 năm 2001 tại Wayback Machine, Nov 1998 Lưu trữ ngày 7 tháng 5 năm 2001 tại Wayback Machine, Dec 1998 Lưu trữ ngày 7 tháng 5 năm 2001 tại Wayback Machine |
| 1998 Q3   |        | 47.90%            | 48.97%             | Jul 1998 Lưu trữ ngày 7 tháng 5 năm 2001 tại Wayback Machine, Aug 1998 Lưu trữ ngày 7 tháng 5 năm 2001 tại Wayback Machine, Sep 1998 Lưu trữ ngày 7 tháng 5 năm 2001 tại Wayback Machine |
| 1998 Q2   |        | 43.17%            | 53.57%             | Apr 1998 Lưu trữ ngày 7 tháng 5 năm 2001 tại Wayback Machine, May 1998 Lưu trữ ngày 7 tháng 5 năm 2001 tại Wayback Machine, Jun 1998 Lưu trữ ngày 7 tháng 5 năm 2001 tại Wayback Machine |
| 1998 Q1   |        | 39.67%            | 57.63%             | Jan 1998 Lưu trữ ngày 7 tháng 5 năm 2001 tại Wayback Machine, Feb 1998 Lưu trữ ngày 7 tháng 5 năm 2001 tại Wayback Machine, Mar 1998 Lưu trữ ngày 7 tháng 5 năm 2001 tại Wayback Machine |
| 1997 Q4   |        | 35.53%            | 62.23%             | Oct 1997 Lưu trữ ngày 7 tháng 5 năm 2001 tại Wayback Machine, Nov 1997 Lưu trữ ngày 7 tháng 5 năm 2001 tại Wayback Machine, Dec 1997 Lưu trữ ngày 7 tháng 5 năm 2001 tại Wayback Machine |
| 1997 Q3   |        | 32.40%            | 64.93%             | Jul 1997 Lưu trữ ngày 7 tháng 5 năm 2001 tại Wayback Machine, Aug 1997 Lưu trữ ngày 7 tháng 5 năm 2001 tại Wayback Machine, Sep 1997 Lưu trữ ngày 7 tháng 5 năm 2001 tại Wayback Machine |
| 1997 Q2   | 0.37%  | 27.67%            | 69.77%             | Apr 1997 Lưu trữ ngày 7 tháng 5 năm 2001 tại Wayback Machine, May 1997 Lưu trữ ngày 7 tháng 5 năm 2001 tại Wayback Machine, Jun 1997 Lưu trữ ngày 7 tháng 5 năm 2001 tại Wayback Machine |
| 1997 Q1   | 0.60%  | 22.87%            | 74.33%             | Jan 1997 Lưu trữ ngày 7 tháng 5 năm 2001 tại Wayback Machine, Feb 1997 Lưu trữ ngày 7 tháng 5 năm 2001 tại Wayback Machine, Mar 1997 Lưu trữ ngày 7 tháng 5 năm 2001 tại Wayback Machine |
| 1996 Q4   | 1.20%  | 19.07%            | 77.13%             | Oct 1996 Lưu trữ ngày 7 tháng 5 năm 2001 tại Wayback Machine, Nov 1996 Lưu trữ ngày 7 tháng 5 năm 2001 tại Wayback Machine, Dec 1996 Lưu trữ ngày 7 tháng 5 năm 2001 tại Wayback Machine |
| 1996 Q3   | 2.47%  | 13.97%            | 80.37%             | Jul 1996 Lưu trữ ngày 7 tháng 5 năm 2001 tại Wayback Machine, Aug 1996 Lưu trữ ngày 7 tháng 5 năm 2001 tại Wayback Machine, Sep 1996 Lưu trữ ngày 7 tháng 5 năm 2001 tại Wayback Machine |
| 1996 Q2   | 6.93%  | 9.60%             | 82.77%             | Apr 1996 Lưu trữ ngày 7 tháng 5 năm 2001 tại Wayback Machine, May 1996 Lưu trữ ngày 7 tháng 5 năm 2001 tại Wayback Machine, Jun 1996 Lưu trữ ngày 7 tháng 5 năm 2001 tại Wayback Machine |

### Thống kê của Tập đoàn Dữ liệu Quốc tế
| Thời điểm | Internet Explorer | Netscape Navigator | Nguồn                                       |
| --------- | ----------------- | ------------------ | ------------------------------------------- |
| 1997      | 23%               | 51%                | Phía sau những con số: Thị phần trình duyệt |
| 1996      | 16%               | 55%                | Phía sau những con số: Thị phần trình duyệt |

### Thống kê của ZD Market Intelligence
| Thời điểm        | Internet Explorer | Netscape Navigator | Nguồn                                       |
| ---------------- | ----------------- | ------------------ | ------------------------------------------- |
| Tháng 1 năm 1998 | 39%               | 54%                | Phía sau những con số: Thị phần trình duyệt |
| Tháng 1 năm 1997 | 21%               | 63%                | Phía sau những con số: Thị phần trình duyệt |

### Thống kê của Zona Research
| Thời điểm        | Internet Explorer | Netscape Navigator | Nguồn                                       |
| ---------------- | ----------------- | ------------------ | ------------------------------------------- |
| Tháng 7 năm 1998 | 45%               | 54%                | Phía sau những con số: Thị phần trình duyệt |
| Tháng 9 năm 1997 | 36%               | 62%                | Phía sau những con số: Thị phần trình duyệt |
| Tháng 1 năm 1997 | 28%               | 70%                | Phía sau những con số: Thị phần trình duyệt |

### Thống kê của AdKnowledge
| Thời điểm        | Internet Explorer | Netscape Navigator | Nguồn                                       |
| ---------------- | ----------------- | ------------------ | ------------------------------------------- |
| Tháng 6 năm 1998 | 46%               | 52%                | Phía sau những con số: Thị phần trình duyệt |
| Tháng 3 năm 1998 | 42%               | 57%                | Phía sau những con số: Thị phần trình duyệt |
| Tháng 1 năm 1998 | 36%               | 61%                | Phía sau những con số: Thị phần trình duyệt |